# Heidi Diethelm Gerber
Heidi Diethelm Gerber (Münsterlingen, 20 de març de 1969) és una tiradora esportiva suïssa. Va representar al seu país als Jocs Olímpics de 2016, on va guanyar la medalla de bronze en Pistola 25 m.
Als Jocs Olímpics de 2012, va competir en pistola d'aire 10 m i pistola d'aire 25 m. Va acabar en el lloc 35a en l'esdeveniment de 10 metres i en 29a en el de 25 metres. Als Jocs Olímpics de 2016 va guanyar la medalla de bronze en Pistola 25 m i va ser la 35a en pistola d'aire 10 m.